# Henri, vizconde de Bonald

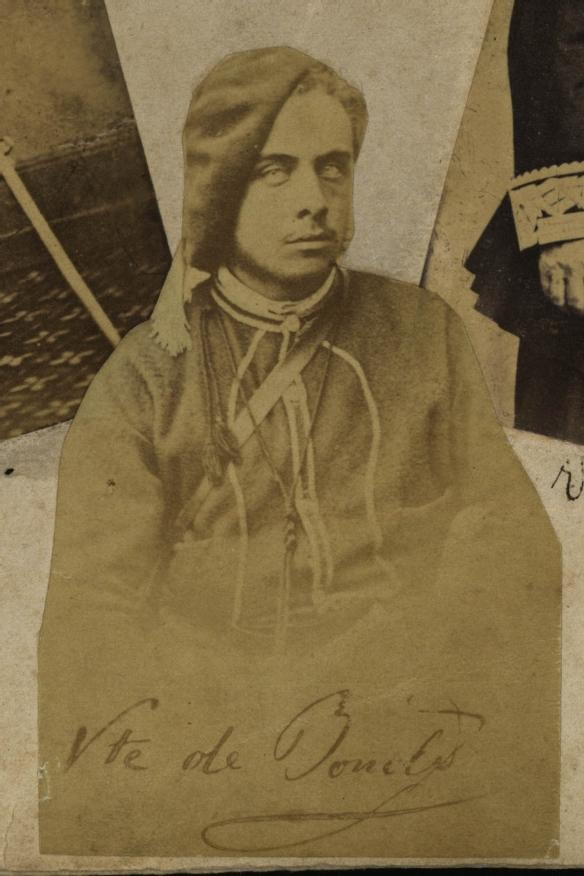
Enrique, Vizconde de Bonald, oficial carlista del Estado Mayor del general Savalls en Cataluña.

Henri de Bonald de la Rode, vizconde de Bonald (Montpellier, 17 de mayo de 1854-Argel, 1917) fue un noble legitimista francés.

## Biografía
Era bisnieto del célebre pensador contrarrevolucionario Louis de Bonald y sobrino del arzobispo de Lyon y cardenal Louis Jacques Maurice de Bonald.
Entró en España en 1872 con otros compatriotas suyos para participar en la tercera guerra carlista, actuando a las órdenes del General Francisco Savalls. Los periódicos franceses Le Drapeau français, Figaro y otros contaban novelescos rasgos de valor. Su retrato en fotografía, en busto unas veces y entre el Estado Mayor de Savalls, se veía en los quioscos y librerías de Barcelona ostentando su boina, sus galones y cordones de ayudante.

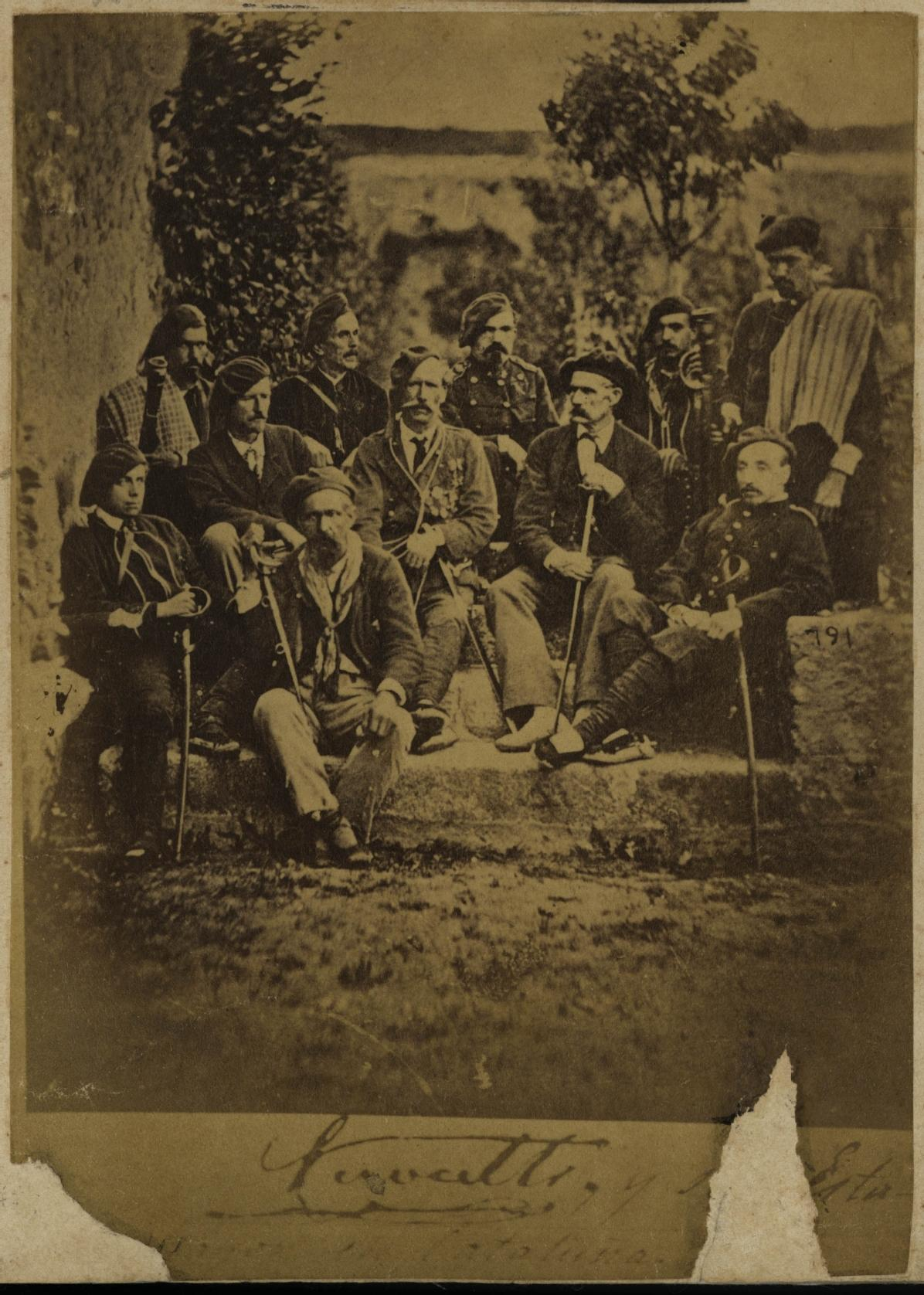
El vizconde de Bonald (abajo a la izquierda) junto a Savalls y el resto de sus oficiales.

Fue apresado por las autoridades republicanas en la capital catalana en marzo de 1873, cuando regresaba en el vapor Mallorca de las islas Baleares, y trasladado al castillo de Montjuich.
Vuelto a Francia, en 1879 contrajo matrimonio en Seyssins con Blanche Le Harivel du Rocher, con la que tuvo al menos seis hijos. A finales del siglo xix residían en Toulouse.
Falleció en Argel en 1917.